# Acacia cassicula
Acacia cassicula é uma espécie de leguminosa do gênero Acacia, pertencente à família Fabaceae.